# Jack Kirby
Jack Kirby, původním jménem Jacob Kutzberg (28. srpna 1917 – 6. února 1994), byl americký komiksový kreslíř, spisovatel a editor. Je jedním z nejvýznamnějších autorů v dějinách komiksu, tvůrce postav jako jsou Captain America, Fantastic Four, Hulk či X-Men.

## Život
Vyrostl v chudé čtvrti Lower East Side v New Yorku, kde se učil kreslit karikatury. V roce 1940 spolu se spisovatelem Joe Simonsem vytvořil superhrdinu „Kapitána Ameriku“ a vydal i několik dalších děl. Sloužil ve druhé světové válce, a i v té době psal a vytvářel další komiksy. Během let se spojil se slavným tvůrcem komiksů Stanem Leem a vytvořil pro společnost Marvel Comics řadu slavných seriálů, jako jsou Fantastická čtyřka, X-Men či Hulk. Kirby se však necítil v Marvel Comics dostatečně oceněn a proto odešel do konkurenční společnosti DC. Zde vytvořil komiksovou ságu Čtvrtý svět. Jack Kirby zemřel v roce 1994 ve věku 76 let na zástavu srdce.